# Casale e San Pietro Intrigogna
Casale e San Pietro Intrigogna sono due frazioni nella zona sud del comune italiano di Vicenza, zona appartenente, durante il Medioevo e l'età moderna, alla "coltura di Camisano". Oltre ad esse vi sono altri piccolissimi nuclei abitati, come Casaletto e Ca' Perse.

## Geografia
La zona è percorsa per 5.250 m dalla strada di Casale che, iniziata presso l'ex passaggio a livello della ferrovia Vicenza-Treviso, costeggia il corso del fiume Bacchiglione sulla sua sponda sinistra fino all'altezza della strada Pelosa; da qui prosegue per circa 800 m. come strada di San Pietro Intrigogna fino ad arrivare all'omonima frazione. A poca distanza dalla strada di Casale corre quella delle Ca' Perse, lungo la quale si trova anche l'Oasi del WWF.

### Toponimi
"Casale" indica un gruppo di case in contado o anche un'isolata fattoria di campagna.
Il nome della strada "Pelosa" forse deriva o da quello di una famiglia Peloso che forse un tempo vi abitava o dal fatto che, essendo poco frequentata, l'erba vi cresceva in abbondanza. Altra ipotesi: questo toponimo è molto comune in tutta la fascia pedemontana e si riferisce alle strade che i pastori in estate per salire e scendere dai monti con le loro greggi. Erano proprio i peli delle pecore, che restavano impigliati nei rami delle piante che costeggiavano i viottoli di campagna, a dare il nome a queste strade armentarie.
La strada delle "Ca' Perse" deriva il nome dalle poche case che, a lunghi intervalli della strada, si trovano sperdute nella vasta campagna.
Il toponimo "San Pietro" prende invece il nome dal fatto che questo territorio fu per secoli soggetto all'abbazia benedettina di San Pietro in Vicenza, mentre quello di "Intrigogna" è di non chiara derivazione essendo, tra l'altro, citato in antichi documenti con accezioni diverse. Secondo Fedele Lampertico l'interpretazione più semplice viene dal latino intra trigonium, cioè "dentro al triangolo" di quel terreno delimitato dalla confluenza dei fiumi Bacchiglione e Tesina.

### L'Oasi degli stagni di Casale

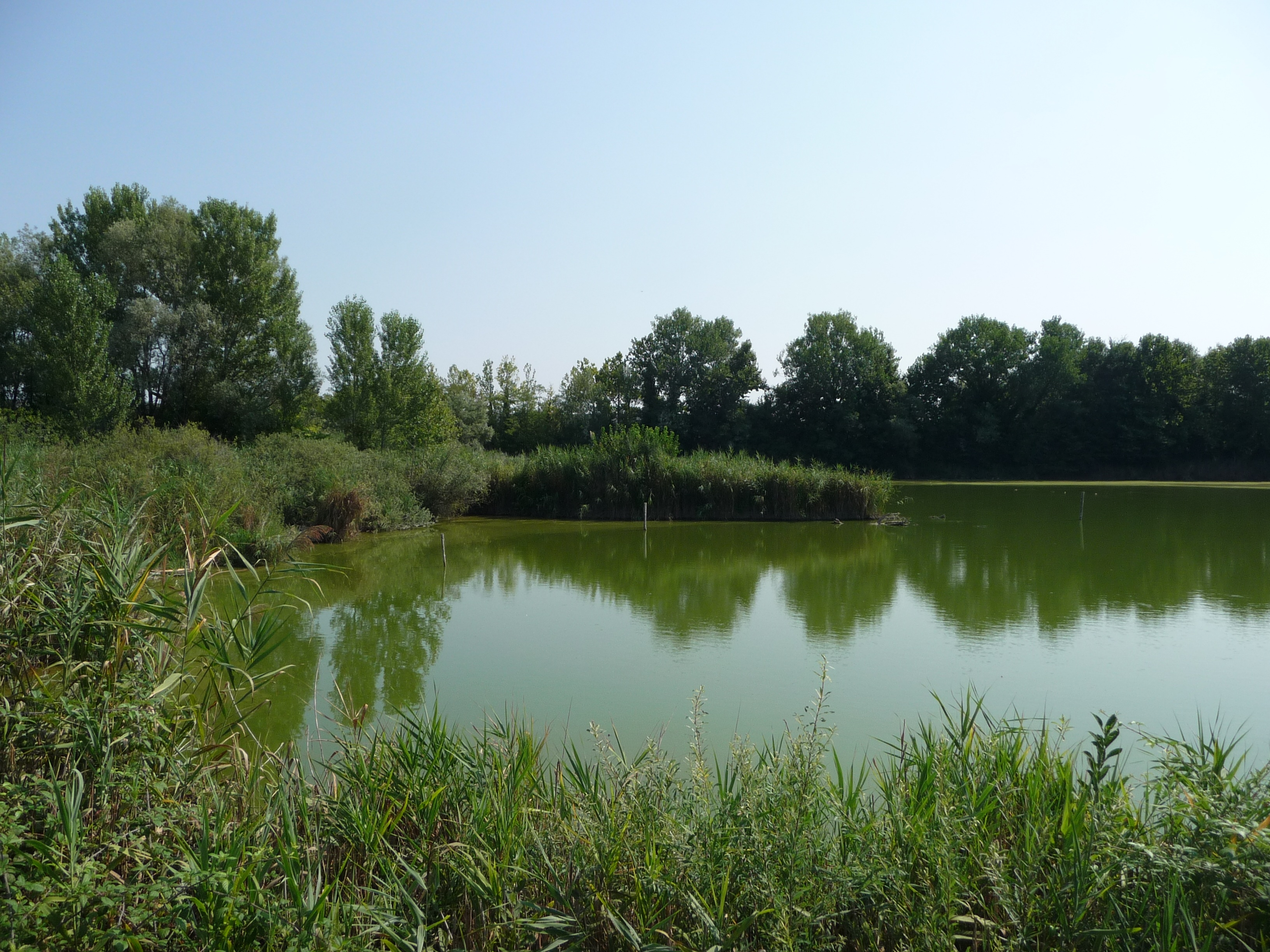
Oasi WWF Stagni di Casale

L'Oasi “Alberto Carta” - un insieme di stagni e di aree umide dove, prima degli anni settanta, veniva scavata l’argilla - fu istituita nel 1998 dal Comune di Vicenza su iniziativa del WWF che, da allora, gestisce l’area.
Gli interventi promossi dal WWF sono stati nel corso degli anni la creazione di strutture per la ricezione dei visitatori, la realizzazione di una riva idonea agli uccelli limicoli, la rinaturalizzazione di alcune sponde verticali, la costituzione di un’area rimboschita con specie caratteristiche del bosco planiziale della pianura padana, la creazione di nuovi stagni per gli anfibi e il controllo dell’evoluzione di un’area prativa.
L’Oasi è attualmente una delle poche zone umide della pianura padana, molto importante sia per la tipica vegetazione palustre che per la fauna, riccamente rappresentata da invertebrati e anfibi, da uccelli e mammiferi, alcuni dei quali a rischio di estinzione e protetti dalle norme europee in materia.
Rappresenta anche un centro di educazione ambientale dove vengono organizzati laboratori didattici per le scuole e per i visitatori e, durante l’estate, anche centri estivi; presso il centro visite vengono organizzati corsi a tema ambientale, conferenze e mostre.

## Storia

### Medioevo
I riferimenti più antichi sembrano essere il privilegium del 1033, con il quale il vescovo Astolfo concedeva all'abbazia delle benedettine di San Pietro in Vicenza "la corte detta di Casale lontana un miglio (dall'abbazia) con tutte le sue decime, redditi e opere. La sua estensione è definita dalla Gavillaria maggiore fino al monticello di Rundaneto, quindi fino al campo di salici e fino alla palude di Quartesolo". In cambio di questa donazione la badessa doveva ogni anno al vescovo "una candela, un pane e un'ampolla di vino".
Qualche tempo più tardi, nel 1185 il vescovo Pistore concesse ai canonici della cattedrale il diritto di decima sulle colture della città ancora in suo possesso e tra queste è espressamente nominata anche Casale.
Durante il Medioevo la vita e i lavori degli abitanti del posto dovevano essere analoghi a quelli dei contadini degli altri feudi, e cioè bonifica, disboscamento, controllo del regolare scorrimento delle acque, coltivazioni cerealicole, allevamento e pascolo di animali.
Da un atto del 1177, relativo ad una lite tra la badessa e il suo avvocato, si conosce che anche a Casale esisteva un'efficiente organizzazione vicinale.  Dalle Rationes decimarum del 1293-1305 risulta anche che Casale era anche parrocchia autonoma che, tuttavia, un secolo più tardi e fino al 1769 fu associata a quella di San Pietro Intrigogna.

### Età moderna
Durante i quattro secoli di dominio della Serenissima varie famiglie aristocratiche acquistarono terreni di campagna e vi costruirono residenze con lavori di bonifica e trasformazione delle colture, per assicurarsi rendite e prodotti agricoli. Nel Quattrocento si insediarono anche in questa zona le famiglie vicentine dei Trissino, dei Mainente, dei De Boni, dei Ferreti e nel Cinquecento quelle dei Franco, dei Muttoni e dei Piovene. In questo secolo acquistò beni a Casale anche la famiglia veneziana dei Foscarini che, estintasi nel Settecento, trasmise i terreni a quelle vicentine dei Fontana e degli Andriolo.
A metà del Quattrocento un inventario, redatto su richiesta del vescovo Malipiero, parla di una piazzetta lungo la strada dove fu fabbricata la chiesa parrocchiale, una delle varie piccole chiese campestri, con un unico altare. A quel tempo la comunità contava solo un centinaio di persone, che vivevano in una ventina di case. Vicino alla chiesa la casa canonica con tre capi e l'orto (ma il beneficio parrocchiale comprendeva altri 22 campi, oltre ad entrate consistenti in decime e livelli); per buona parte dei secoli XV e XVI parroco di Casale venne nominato un canonico della cattedrale, che riscuoteva le rendite ma poco si faceva vedere sul posto.
Nel Cinquecento le due comunità di Casale e di San Pietro Intrigogna, pur restando nell'ambito della signoria del monastero di San Pietro (la badessa nominava il parroco) sul piano civile erano autonome, ciascuna governata da propri statuti, decani e gastaldi. Sul piano ecclesiale invece San Pietro era una curazia subordinata alla parrocchia di Casale; di qui la secolare contrapposizione tra le due comunità, che durò fino al 1769, quando il vescovo Corner le rese autonome.

### Epoca contemporanea
Nel 1810, durante l'occupazione napoleonica, venne demaniato il monastero di San Pietro e i suoi beni vennero venduti, scomparendo così anche a Casale diritti, privilegi, decime e livelli. Scomparve però anche l'antico comune rurale con i suoi statuti e decani, governatori e saltari; Casale e San Pietro Intrigogna divennero frazioni della periferia urbana, perdendo praticamente ogni autonomia. Anche nel successivo periodo del Regno Lombardo Veneto la partecipazione alla vita pubblica cittadina fu riservata agli "estimati", cioè ai grossi proprietari terrieri.
Nell'Ottocento e nella prima metà del Novecento lo sviluppo demografico della popolazione fu caratterizzato da un costante incremento, favorito dalle migliorate condizioni economiche, dall'arrivo di nuove famiglie che sostituirono quelle aristocratiche, dalle prestazioni sanitarie: tra il 1803 e il 1964 il numero degli abitanti di Casale passò da 164 a 640, a San Pietro nel 1955 vi erano 460 abitanti. In questi ultimi decenni, peraltro, il numero si è notevolmente abbassato.
Per quasi tutto questo periodo l'economia delle due frazioni fu quasi esclusivamente agricola, con poche famiglie di proprietari e la maggior parte di fittavoli.
Nel 1862, in ritardo con quanto previsto dalla leggi napoleoniche, fu costruito il cimitero a metà strada tra le due frazioni. Nel 1885 in frazione Casaletto, sempre a metà strada, fu costruita anche la scuola elementare; nel 1904 arrivò a Casale l'acquedotto urbano e nel 1923 la linea urbana dell'energia elettrica. Infine negli anni 1935-37 fu demolita l'antica chiesa di Casale, ormai cadente e sostituita con una nuova più ampia, dato anche lo sviluppo della popolazione.

## Monumenti e luoghi d'interesse

### Chiesa parrocchiale di Santa Maria Assunta a Casale
L'edificio, costruito negli anni 1935-37 su progetto dell'ing. Enrico Fontana, sorge su di un'area adiacente a quella già occupata dalla precedente e antica chiesa, anch'essa dedicata a Santa Maria Assunta, della quale esiste ancora il campanile ottocentesco.
La facciata riporta in chiave novecentesca gli elementi del romanico padano, con il tetto a capanna, i mattoni a facciavista, il coronamento di archetti pensili sottostanti la trabeazione, la suddivisione in tre arcate, quella centrale contenente un rosone, il piccolo portico d'ingresso elevato su colonne. Sopra la porta principale una lunetta in pietra tenera raffigura l'Assunta; nelle nicchie sotto le arcate laterali due statue dello stesso materiale raffiguranti San Giuseppe con il Bambino e san Giovanni Bosco con un fanciullo.
L'interno della chiesa è ampio, con un'alta navata, il soffitto dipinto a cassettoni e le pareti decorate da un doppio fregio con volute floreali e foglie di acanto. Due absidi laterali contengono il fonte battesimale e il confessionale; il presbiterio è incorniciato da un grande arco trionfale sorretto da altissime lesene, l'altare maggiore in marmo rosso ricalca lo stile basilicale. Nella chiesa è custodita una pala dell'Assunta dipinta, secondo la tradizione, da Alessandro Maganza.

### Chiesa di San Pietro Apostolo a San Pietro Intrigogna
Nata come cappella collegata all'antica pieve di San Mauro in Costozza, divenne chiesa parrocchiale alla fine del XIII secolo. Nel 1423 aveva un proprio cimitero e un fonte battesimale.
Uno degli elementi più interessanti è l'altare barocco, il cui paliotto - il pannello decorativo posto a rivestimento della parte anteriore - è una lastra di pietra di Vicenza intarsiata con marmi colorati; il tabernacolo ricorda un tempietto con cupola sormontata dalla statua del Risorto. Ai lati dell'altare le statue in pietra dei santi Pietro e Paolo.

### Oratorio dell'Immacolata Concezione a San Pietro Intrigogna
Fatto costruire nel Seicento dalla veneziana famiglia Foscarini, poi donato dalla famiglia Benetti e restaurato nel 1990, ora non è più consacrato per le celebrazioni. Conserva un altare in pietra di Nanto e due statue rispettivamente di san Giuseppe e di sant'Antonio da Padova.

## Cultura, infrastrutture e trasporti
A Casale vi è una scuola per l'infanzia comunale.
Entrambe le frazioni sono servite dall'autobus n. 17 della SVT.